# Sergio Reggiani
Sergio Reggiani (Correggio, 22 settembre 1948) è un allenatore di calcio ed ex calciatore italiano.

## Carriera

La rosa della SPAL 1975-1976, Reggiani è il primo in piedi da sinistra, con la fascia da capitano, a fianco di Luciano Aristei.

In origine mediano, gioca successivamente da terzino ed infine da libero. Inizia giovanissimo in Serie D con il Guastalla e con gli emiliani si mette in luce. Nel 1968, a vent'anni, viene ceduto in Serie B al Catania.
In Sicilia Reggiani si affermerà definitivamente, ottenendo al primo anno la promozione in massima serie, e giocando titolare in Serie A nella stagione 1970-1971 ed esordendo nella massima serie il 27 settembre 1970 a Catania con una sconfitta per 1 a 0 degli etnei contro la Juventus. Gioca tutte le partite di quel campionato.
Nel 1971 passa alla Sampdoria dove Heriberto Herrera lo schiera titolare sin dall'inizio del campionato. Dopo le prime 5 partite viene però messo in disparte e tornerà in campo nella seconda fase del torneo giocando, il 2 aprile 1972, la sua quarantesima ed ultima partita in Serie A.
Ceduto al Taranto in Serie B nel 1972, incontra Mario Caciagli e successivamente viene ceduto - nel novembre del 1973 - all'Ascoli. Resterà in B con i marchigiani sino al novembre 1974, quando verrà acquistato dalla SPAL di Paolo Mazza e allenata da Mario Caciagli. Gli anni in biancoazzurro saranno la coda più interessante della sua carriera. A Ferrara diventerà un punto fisso della difesa spallina e degli estensi sarà anche il capitano.
Retrocessa nel 1977 in Serie C la SPAL, Reggiani si sposterà, sempre in terza serie, giocando una stagione con la Reggina e due con il Cosenza dove nel 1980 vince un campionato di Serie C2 giocando tutte e 34 le partite da titolare. Nel 1981, sempre con il Cosenza, chiude con il calcio professionistico.
Circa 600 partite nella sua carriera fra livello dilettantistico e professionistico
In carriera ha totalizzato complessivamente 40 presenze in Serie A e 174 presenze e 4 reti in Serie B.
Ha allenato gli Juniores del Firenzuola.
Vive a Bologna e attualmente allena gli Allievi del Felsina calcio SSD.

## Palmarès

### Club

#### Competizioni nazionali
- Serie C2: 1

Cosenza: 1979-1980